# Парламентские выборы в Гватемале (1929)
Парламентские выборы в Гватемале прошли в декабре 1929 года. В результате 33 из 39 избранных членов парламента были сторонники президента Ласаро Чакон Гонсалеса.